# Samsa

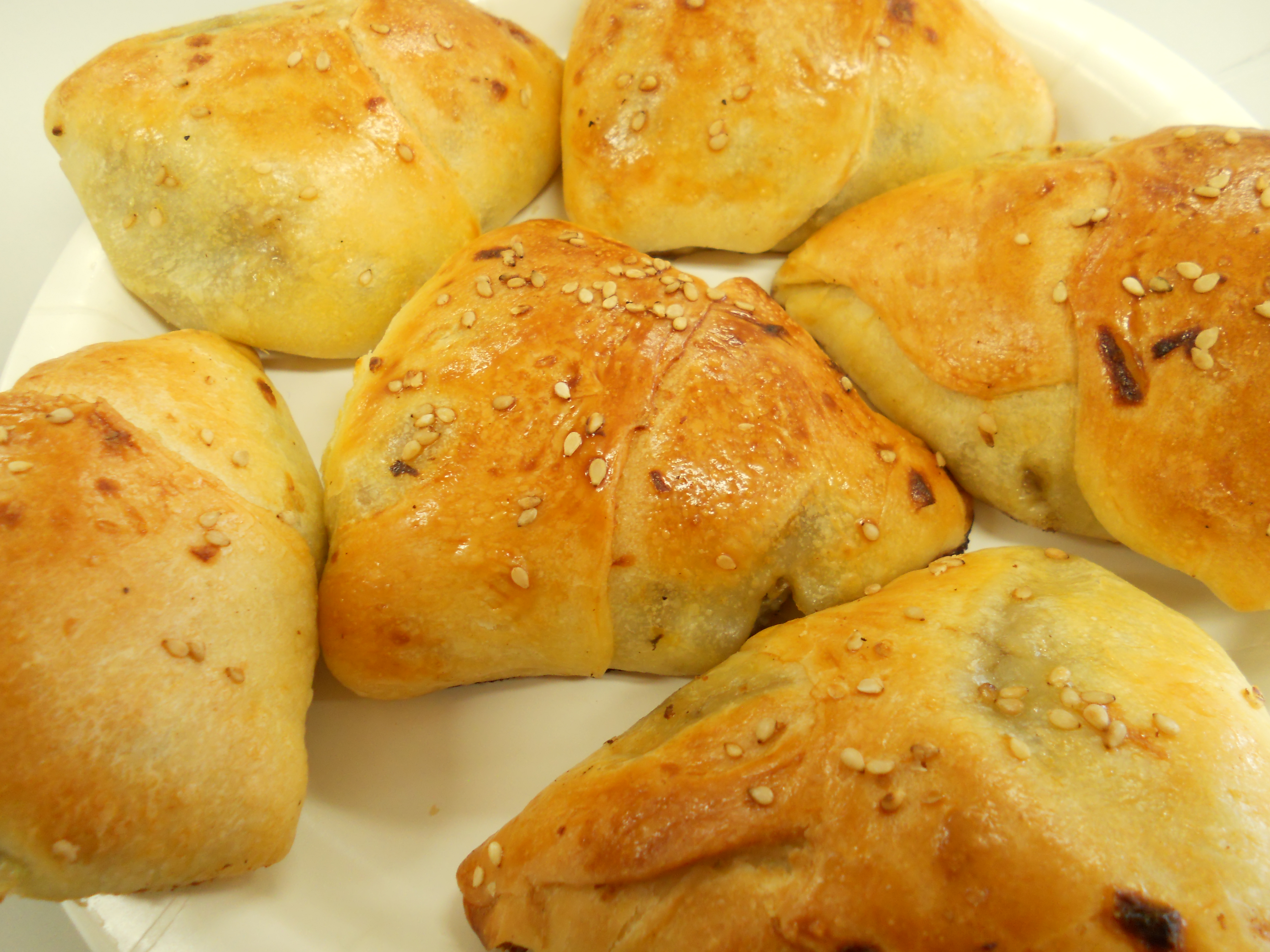
Samsas estilo uigur.

La samsa (en tayiko, самбуса, en kazajo, самса, en kirguís самса, en uigur, سامسا, en uzbeco, somsa) es un entremés similar a un pastel de carne de varias gastronomías de Asia Central, las actuales naciones de Tayikistán, Kazajistán, Kirguistán, Uzbekistán, así como en la Región Autónoma Uigur de Sinkiang en China.
Las samsas rara vez se fríen, casi siempre se hornean, y tradicionalmente en horno tandur, un horno tradicional de barro. La masa puede ser una simple masa de pan o una masa de hojaldre en capas. El relleno más común para el samsa tradicional es una mezcla de cordero picado y cebolla, pero las variedades de pollo, carne picada y queso también son bastante comunes entre los vendedores ambulantes. También se pueden encontrar samsas con otros rellenos, como patata o calabaza (generalmente solo en temporada). Los samsa de Asia Central se parecen a los bollos europeos, rellenos de carne y verduras.
En Asia Central, los samsas a menudo se venden en las calles como aperitivos calientes. Se venden en quioscos, donde solo se hacen samsas, o alternativamente, en los puestos de la calle, donde se venden otras comidas rápidas (como hamburguesas). Muchas tiendas de comestibles también compran samsas de proveedores y las revenden.